# Batalha de Jemmingen
A Batalha de Jemmingen, travada em 21 de julho de 1568 no âmbito da Guerra dos Oitenta Anos, foi uma vitória total para o exército da Monarquia da Espanha sob o comando de Fernando Álvarez de Toledo y Pimentel, 3º Duque de Alba, no qual derrotou completamente o exército mercenário da Holanda comandado por Luís de Nassau.

## Campanha
Após a Batalha de Heiligerlee, as tropas mercenárias holandesas comandadas por Luís de Nassau tentaram tomar a cidade de Groningen, mas o habilidoso general [[Fernando Álvarez de Toledo y Pimentel], o 3º Duque de Alba e comandante dos exércitos espanhóis, forçou-os a recuar através de uma série de escaramuças sem arriscar a batalha, já que uma derrota teria colocado toda a Holanda à mercê das forças rebeldes.
Luís de Nassau cometeu o erro de se encerrar numa península entre os rios Ems e Dollar, mas isso ao mesmo tempo lhe deu uma vantagem, devido aos canais e outros obstáculos. O exército holandês, forte em Jemmingen, abriu as eclusas e inundou o campo, dificultando os movimentos dos espanhóis.

## A Batalha
O exército espanhol avançou pelo campo inundado com água na altura dos joelhos. O objetivo deles era chegar a uma ponte sobre uma das eclusas.
O duque de Alba fez avançar as companhias dos capitães espanhóis Marcos de Toledo, Diego Enríquez e Hernando de Añasco, o que conseguiram com o ataque dos piqueiros e arcabuzeiros espanhóis.
Quando lhe chegou a notícia da perda da ponte, Luís de Nassau observou que se tratava de um ponto muito importante para ambos e enviou 4.000 homens para recuperar a posição, que mal era defendida por menos de 50 homens. O destacamento espanhol resistiu repetidamente aos ataques dos holandeses até que chegaram os reforços espanhóis: o Velho Terço da Lombardia, comandado por Juan de Londoño, e o Velho Terço da Sicília, a cargo do mestre de campo Julián Romero.

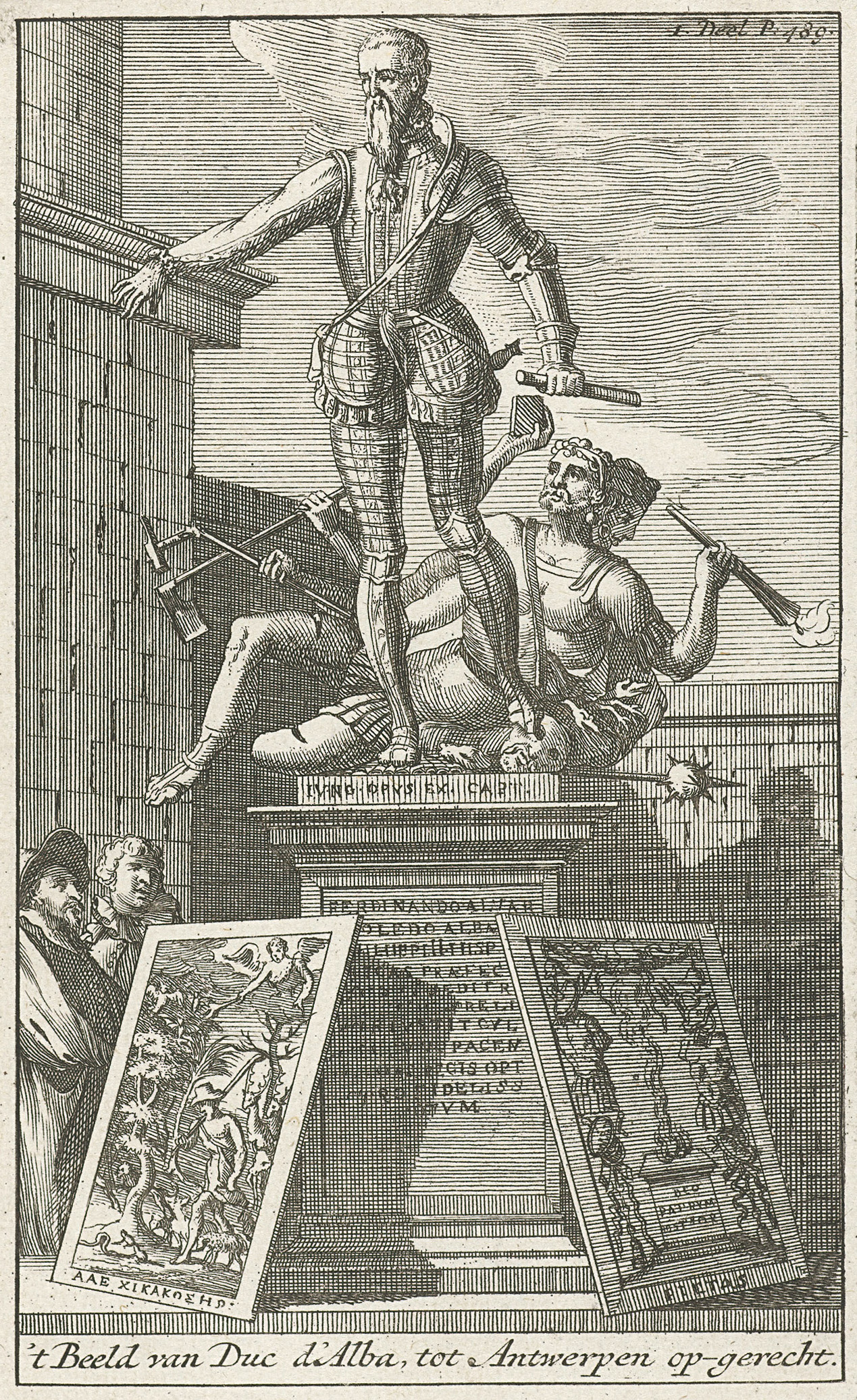
Estátua do Duque de Alba em Antuérpia, comemorando a vitória em Jemmingen.

Os mercenários holandeses decidiram fugir antes da chegada dos reforços e os dois Terços Velhos iniciaram a perseguição, até serem detidos por fogo de artilharia, já na primeira linha holandesa. Ali parados, os mestres de campo pediram ajuda e reforços ao duque de Alba, pois se encontravam em grande desvantagem numérica. O astuto Duque de Alba ignorou os seus pedidos e deixou-os sozinhos naquela posição, para usá-los como isca.
Luís de Nassau, vendo os dois Terços Velhos em atitude de expectativa, decidiu atacá-los com todo o seu exército, composto em sua maioria por alemães. Londoño e Romero esperaram que ele se aproximasse e dispararam. O fogo intenso dos arcabuzeiros espanhóis desacelerou o inimigo e os assustou. Os arcabuzeiros, vendo que os holandeses estavam fugindo do campo de batalha, os perseguiram e assumiram o controle da artilharia holandesa e de outras posições fortificadas. Nessa última ação, o capitão Lope de Figueroa destacou-se pela coragem.
O exército de Luís de Nassau fugiu desordenado. As tropas imperiais perseguiram-no durante um dia inteiro, transformando a batalha numa carnificina: foram registadas 6.000 baixas holandesas, muitas delas afogadas nos canais e no rio Ems. Luís de Nassau disfarçou-se e nadou para escapar.

## Resultado
Como consequência da importante vitória dos exércitos imperiais, o exército de Luís de Nassau foi completamente destruído e ele teve que se refugiar na Alemanha, deixando o duque de Alba com as mãos livres para dirigir-se contra seu irmão Guilherme de Orange] , a quem ele também derrotaria alguns meses depois na Batalha de Jodoigne.